# Gary Goldman
Gary Goldman (Oakland, 17 novembre 1944) è un regista e animatore statunitense, noto principalmente per la sua collaborazione con Don Bluth.
Insieme hanno fondato i Sullivan Bluth Studios, una casa di produzione rivale alla Walt Disney da loro accusata di aver abbandonato il suo stile fiabesco da Red e Toby - Nemiciamici.

## Filmografia
- Charlie - Anche i cani vanno in paradiso (1989)
- Eddy e la banda del sole luminoso (1990)
- Thumbelina - Pollicina (1994)
- Le avventure di Stanley (1994)
- Hubie all'inseguimento della pietra verde (1995)
- Anastasia (1997)
- Bartok il magnifico (1999)
- Titan A.E. (2000)